# رونالد مور (لاعب كرة قدم أمريكية)
رونالد مور (بالإنجليزية: Ronald Moore)‏ هو لاعب كرة قدم أمريكية أمريكي، ولد في 26 يناير 1970 في سبنسر في الولايات المتحدة.

## وصلات خارجية
- رونالد مور على موقع مرجع كرة القدم المحترفة.كوم (الإنجليزية)
- رونالد مور على موقع قاعة كنساس للمشاهير الرياضية (مؤرشف) (الإنجليزية)